# جزيرة كومسوموليتس
جزيرة كومسوموليتس هي جزيرة ضمن أرخبيل سيفيرينيا زيمليا في القطب الشمالي الروسي.